# Lê Hoàng Diệp Thảo
Lê Hoàng Diệp Thảo là một nữ doanh nhân, nữ tướng cà phê Việt Nam. Bà là đồng sáng lập Tập đoàn Trung Nguyên và trực tiếp điều hành Tập đoàn này từ năm 1998 - 2014. Bà có công lớn trong việc đưa Trung Nguyên và G7 trở thành thương hiệu cà phê hàng đầu Việt Nam và vươn ra thế giới.
Hiện nay, bà là người sáng lập và điều hành thương hiệu cà phê King Coffee, dưới sự dẫn dắt của bà, thương hiệu King Coffee đã có mặt tại hơn 120 quốc gia và vùng lãnh thổ trên thế giới, trong đó có các thị trường lớn như Hoa Kỳ, Hàn Quốc, Trung Quốc, Singapore, Nga, UAE v.v… 
Bà đang cho triển khai 2 dự án lớn cho cộng đồng là Women Can Do hướng tới hỗ trợ 100,000 phụ nữ khởi nghiệp năm 2025  và Happy Farmers với mục đích mang đến đời sống tốt đẹp hơn cho bà con nông dân trồng cà phê ở Tây Nguyên.
Tháng 12/2021, tại Dubai Expo 2020, bà ra mắt tự truyện truyền cảm hứng mang tên The Queen of King Coffee (dịch: Nữ hoàng của King Coffee) - cuốn sách chia sẻ về kinh nghiệm quản lý và kinh doanh thực tế của bà Diệp Thảo với tư cách là người sáng lập và giám đốc điều hành của King Coffee, nguồn cảm hứng cho tất cả phụ nữ và doanh nhân trẻ có ước mơ thành công trong kinh doanh. Sách phiên bản tiếng Anh đang được bán trên Amazon (https://www.amazon.com/Queen-King-Coffee-Hoang-Diep-ebook/dp/B09P12DFRX) 
Với những đóng góp cho xã hội và ngành cà phê, năm 2020, bà Lê Hoàng Diệp Thảo đã được tạp chí Global Brands Magazine (UK) trao tặng giải thưởng “Most Admired CEO in Vietnam” (CEO được ngưỡng mộ nhất tại Việt Nam) trong lĩnh vực Food & Beverage. Cũng trong năm 2020, bà được bầu vào vị trí Phó Chủ tịch Hiệp hội Cà phê Ca cao Việt Nam (VICOFA) khóa IX (2017-2020). Năm 2022, bà được tạp chí Global Business Review của UAE bầu chọn là “Doanh nhân Việt Nam của năm 2022”.
Năm 2023, bà được Tổ chức Tài chính Quốc tế IFC bầu chọn là “Top 50 GLOBAL Professional & Career Women”.

## Tiểu sử
Sinh ra và lớn lên trong gia đình có điều kiện về kinh tế tại Gia Lai, sau khi tốt nghiệp vào năm 1994, bà vào làm việc tại Tổng đài 108 của Bưu điện tỉnh Gia Lai. Thông qua cuộc điện thoại giải đáp trên tổng đài, bà và ông Đặng Lê Nguyên Vũ khi đó đang là sinh viên Y khoa có cơ duyên gặp gỡ nhau. Tình yêu của hai người “đơm hoa” từ niềm đam mê bất tận của cả hai đối cà phê và “kết trái” bằng một gia đình hạnh phúc với 4 người con đẹp như thiên thần.
Bà Diệp Thảo chính là người đã đồng hành và hỗ trợ ông Vũ (khi đó đang là người yêu) trong quá trình lên ý tưởng và thực thi kế hoạch thành lập Trung Nguyên (1996).
Khi Trung Nguyên thất bại nghiêm trọng tại Long Xuyên (1997), bà Diệp Thảo đã đính hôn cùng ông Vũ để thuyết phục gia đình mình rót vốn vào cứu Trung Nguyên. Năm 1998, hai người kết hôn, và sau đó chuyển về sống tại Sài Gòn.
Khởi đầu với nhiều khó khăn là thế, nhưng với tình yêu và sự nghiệp đang trên đà phát triển, bà vẫn chấp nhận cùng chồng vượt qua mọi trở ngại để đi đến thành công. Bắt đầu gầy dựng lại Trung Nguyên với hơn 15 nhân viên sau thất bại ở Long Xuyên, người vợ trẻ phải lao vào cùng chồng giải quyết từng việc một, từ tài chính, con người đến các mối quan hệ làm ăn liên quan.
Xây dựng “đế chế” cà phê Trung Nguyên
Ngày 20/8/1998, bà cho mở quán cà phê đầu tiên tại ngay chính ngôi nhà của mình tại 587 Nguyễn Kiệm, Q. Phú Nhuận, bắt đầu học quản lý cà phê chuyên nghiệp đồng thời tự nghiên cứu, tìm tòi thêm về thị trường. Chiến dịch chiêu thị mà bà áp dụng là phục vụ khách uống cà phê miễn phí trong bảy ngày.
Chiến thuật này quả nhiên hiệu quả, gây chấn động trong giới nghiện cà phê ở Sài Gòn. Khách đến quán đông nườm nượp, ai cũng khen cà phê ngon đậm đà mà trước đến nay họ chưa từng thử qua.
Trên đà đó, vợ chồng bà cùng mấy người bạn mở tiếp quán Trung Nguyên thứ hai ở góc ngã tư Pasteur – Điện Biên Phủ. Vào thời điểm ấy, đây là một trong những quán cà phê đầu tiên hiếm hoi tại Sài Gòn có không gian đẹp, hiện đại, cà phê đối chứng nghĩa là quán phục vụ bán cà phê hạt, cà phê rang xay song song với phục vụ cà phê.
Năm 2000, bà được bổ nhiệm làm Trưởng Chi nhánh Hợp tác xã Xí nghiệp Cà phê Trung Nguyên tại TP.HCM, được giao phụ trách chính việc điều hành và phát triển hệ thống franchise cho Trung Nguyên. Nhờ nền tảng kinh doanh từ gia đình, cùng niềm đam mê bất tận với cà phê, bà Diệp Thảo đã giúp Trung Nguyên phát triển bùng nổ chuỗi Quán cà phê Trung Nguyên bằng hình thức Nhượng quyền đầu tiên ở Việt Nam.
Năm 2001, bà đưa cà phê hòa tan về cho Trung Nguyên sau chuyến đi công tác tại Đức, sáng lập thương hiệu cà phê hòa tan G7.
Từ năm 2006 bà Diệp Thảo được bổ nhiệm làm Phó Chủ tịch Hội đồng quản trị kiêm Phó Tổng Giám đốc Tập đoàn Trung Nguyên.
Ngoài ra, bà Diệp Thảo còn giữ vai trò Tổng giám đốc và là người đại diện theo pháp luật của công ty cà phê hòa tan Trung Nguyên tại Bình Dương.
Sự đồng lòng của hai vợ chồng, tài ngoại giao xuất sắc của ông Vũ cùng với hậu phương vững chắc của người vợ đã xây dựng thành công thương hiệu cà phê Trung Nguyên. Có thể nói ở Trung Nguyên, ông Vũ là người đưa ra chiến lược, còn bà Diệp Thảo chính là người thực thi chiến lược đó một cách hoàn hảo nhất.
Đưa Trung Nguyên, G7 ra thế giới
Năm 2008, bà Diệp Thảo qua Singapore để thành lập Trung Nguyên International. Quán cà phê Trung Nguyên đầu tiên mở tại sân bay Changi, rồi Liang Court là cửa hàng đầu tàu. Singapore là trạm transit của thế giới, lượng người đổ xuống sân bay Changi hàng ngày rất đông. Quán cà phê đó tạo ra dấu ấn cực kỳ tốt cho Trung Nguyên để bước ra sân chơi rộng lớn.
Từ năm 2006 đến 2014 là giai đoạn phát triển rực rỡ nhất của Tập đoàn Trung Nguyên. Hiệu quả kinh doanh và tài chính tại các công ty thành viên tăng trưởng mạnh mẽ, đặc biệt từ năm 2008 Trung Nguyên chính thức thiết lập được mạng lưới kinh doanh quốc tế với trụ sở giao dịch tại Singapore. Trung Nguyên không chỉ trở thành thương hiệu quốc gia, mà còn phát triển thành công thương hiệu trên thị trường quốc tế.
Biến cố gia đình và sự ra đời của thương hiệu King Coffee
Ngày 23/10/2013 có thể nói là bước ngoặt làm thay đổi mọi thứ. Mặc cho bà Diệp Thảo tìm mọi cách ngăn cản, ông Vũ bắt đầu đi thiền 49 ngày ở trang trại M’drak (Buôn Ma Thuột). Ông thiền để mong mở được luân xa, để năng lượng và trí tuệ của mình tốt hơn, thế nhưng, người thầy dạy thiền cho ông lại chưa từng dạy ai.
Đại nạn của gia đình và Trung Nguyên bắt đầu từ đây. Ông Vũ gần như chỉ quan tâm đến việc thiền định, bỏ bê việc điều hành, gần như không xuất hiện tại công ty và gia đình nữa, ông trở thành một người khác thường và có những biểu hiện bất thường.
Tháng 4/2015 sau khi đột ngột tước quyền Phó Tổng giám đốc thường trực của vợ tại Tập đoàn Trung Nguyên mà bà Diệp Thảo vẫn làm hơn chục năm qua, ông trao quyền chi tiêu, quyền điều hành cho nhóm nhân viên khác (về sau gọi là Tổ Vận Hành) – những người sẵn sàng quỳ lạy mình, gọi ông là Đấng Tối Cao, Chủ tịch Tôn kính và tự xưng là kẻ bề tôi … rồi cùng thay đổi, bẻ hướng Trung Nguyên để đi theo một con đường hoàn toàn khác lạ.
Lợi dụng tâm lý không bình thường của ông Vũ và việc bà Diệp Thảo không còn được điều hành Trung Nguyên, một nhóm nhân viên điều hành đã nổi lên thao túng, lũng đoạn Tập đoàn này. Họ liên tục tạo ra các tranh chấp pháp lý giữa Trung Nguyên và bà Diệp Thảo khiến mâu thuẫn giữa hai vợ chồng ngày càng tăng, từ đó dễ dàng trục lợi, khiến Trung Nguyên thất thoát, mất phương hướng, rối loạn và kết quả kinh doanh ngày càng tụt dốc.
Năm 2015, khi đối diện với biến đó, bà Diệp Thảo đã tự thân thành lập ngay King Coffee, nhằm giữ gìn hình ảnh và công lao hơn 20 năm đã gầy dựng Trung Nguyên Nhờ sự dẫn dắt của bà, King Coffee đã nhanh chóng trở thành thương hiệu cà phê hàng đầu Việt Nam và vươn ra 120 quốc gia, vùng lãnh thổ trên thế giới.
Dẫn dắt King Coffee phát triển thần kỳ
Tháng 10/2016, bà cho ra mắt thương hiệu cà phê King Coffee. Thị trường đầu tiên của King Coffee là Hoa Kỳ, tiếp đến là Hàn Quốc, Trung Quốc, Singapore…Tháng 7/2017, King Coffee ra mắt thị trường Việt Nam.
Ngày 10/7/2018, King Coffee mở quán cà phê đầu tiên tại thành phố Pleiku, Gia Lai. Bước vào thị trường chuỗi quán.
Tháng 12/2019, King Coffee mở quán tại 27, Dosan-daero 40-gil, Gangnam-gu, Hàn Quốc.
Năm 2020, King Coffee được tạp chí Global Brands Magazine (UK) bầu chọn là “Fastest Growing Coffee Brand for Global” (Thương hiệu cà phê phát triển nhanh nhất trên thị trường quốc tế) và “Most Popular Coffee Brand in Vietnam” (Thương hiệu cà phê nổi tiếng nhất tại Việt Nam). Riêng bà được Global Brands Magazine trao giải thưởng “The Most Admired CEO in Vietnam” (Doanh nhân được ngưỡng mộ nhất tại Việt Nam) trong lĩnh vực Food & Beverage.
Năm 2020, King Coffee đánh dấu cột mốc lớn khi xuất khẩu đến 120 quốc gia và vùng lãnh thổ trên thế giới.
Tháng 4/2021, King Coffee mở quán đầu tiên tại 321 W Katella Ave Ste 142 Anaheim, CA92802 (Hoa Kỳ), chỉ 10 phút đi bộ đến công viên nổi tiếng Disney. Quán nằm trong khu vực sầm uất Anaheim GardenWalk – trung tâm mua sắm và giải trí ngoài trời phía đông của Disney Resort.
Ngày 22/12/2021, King Coffee tự hào khi trở thành đơn vị giúp Việt Nam xác lập Kỷ lục Thế giới cho cà phê Robusta Việt Nam, đồng thời cũng là thương hiệu đại diện cho ngành cà phê và nông nghiệp Việt Nam giới thiệu với thế giới tại Expo 2020 Dubai.
Năm 2022, King Coffee được tạp chí hàng đầu của UAE trao tặng danh hiệu “Thương hiệu cà phê Việt Nam phát triển nhanh nhất” (Fastest Growing Vietnamese Coffee Brand UAE 2022)
Tháng 7/2022, King Coffee kỷ niệm 5 năm từ quốc tế trở về Việt Nam và nhanh chóng đánh dấu sự hiện diện của mình tại 63 tỉnh thành trên cả nước.
Tháng 5/2023, King Coffee vừa được Tạp chí Asia Business Outlook bình chọn vào Top 10 Thương hiệu cà phê hàng đầu Đông Nam Á 2023 (Top 10 Coffee Brands from Southeast Asia 2023) 
Tháng 6/2023, King Coffee đã lên kệ 23 Business Center của Costco khắp nước Mỹ, ecommerce Costco.com.
Trong 5 năm qua, ngoài các giải thưởng quốc tế, King Coffee nhận được hàng trăm Bằng chứng nhận và giải thưởng trong nước, như "Top 10" công ty đồ uống uy tín năm 2021 nhóm ngành không cồn theo đánh giá của Vietnam Report; "Top 10" ngành bán lẻ tiêu dùng - giải thưởng Thương hiệu mạnh Việt Nam 2021 của Thời báo Kinh tế Việt Nam; Thương hiệu Vàng TPHCM năm 2021 của UBND TPHCM, Sao Vàng Đất Việt năm 2021.
Bà là diễn giả đầu tiên của Việt Nam được mời phát biểu tại Diễn đàn CEO Cà phê Toàn cầu (Allegra World Coffee Portal CEO Forum) tại Los Angeles, Hòa Kỳ; được bầu là Phó Chủ tịch Hiệp hội Cà phê Ca cao Việt Nam khóa IX (2017-2020); và được Global Brands Magazine (UK) trao giải thưởng “Doanh nhân được ngưỡng mộ nhất tại Việt Nam” trong lĩnh vực Food & Beverage (năm 2020). Năm 2022, bà được trao tặng giải thưởng “Doanh nhân Việt Nam của năm 2022” bởi tạp chí Global Business Review (UAE).
Năm 2023, bà được Tổ chức Tài chính Quốc tế IFC bầu chọn là “Top 50 GLOBAL Professional & Career Women”.
Đến nay, bà vẫn tiếp tục sự nghiệp lan tỏa thương hiệu King Coffee và sản phẩm cà phê chất lượng của Việt Nam ra thế giới. Các dự án Women Can Do, Happy Farmers của bà cũng thu hút sự chú ý đặc biệt của xã hội và nhận được sự ủng cộng đồng vì ý nghĩa nhân văn của chương trình.
Mang Kỷ lục thế giới về cho cà phê Robusta của Việt Nam
Tháng 12/2021, tại trụ sở của King Coffee, bà tự hào tự hào công bố cà phê Robusta Việt Nam đã được Liên minh Kỷ lục thế giới (WorldKings) xác nhận Kỷ lục Thế giới. 03 nội dung đã mang lại Kỷ lục Thế giới cho Cà phê Việt Nam, bao gồm:
- Việt Nam: quốc gia sản xuất và xuất khẩu cà phê Robusta ra thị trường toàn cầu lớn nhất về sản lượng và năng suất.
- Văn hóa pha chế cà phê Việt Nam: các giá trị di sản về nghệ thuật pha chế đặc trưng, độc đáo nhất (cà phê Ê-đê, cà phê Vợt, cà phê Phin)
- Nghệ thuật phối trộn và thưởng thức cà phê Việt Nam: đa dạng, sáng tạo và độc đáo nhất qua các thức uống, món ăn rất đặc trưng của Việt Nam (cà phê trứng, cà phê sữa đá…)
Phát biểu tại sự kiện, bà cho biết: “Sự kiện cà phê Robusta Việt Nam đã được Liên minh Kỷ lục thế giới (WorldKings) xác nhận Kỷ lục Thế giới. Đây có thể xem là sự kiện đặc biệt nhất của ngành cà phê Việt Nam. Hạt cà phê Robusta Việt Nam được công nhận Kỷ lục Thế giới – đó là tài sản của Quốc gia, thuộc về Quốc gia và toàn người dân Việt Nam!”
Thương hiệu King Coffee của bà cũng đã kết hợp với Bộ Văn hóa Thể thao và Du lịch để tổ chức Ngày Quốc gia Việt Nam 30/12/2021 và Tuần lễ Cà phê Việt Nam kéo dài 7 ngày, bắt đầu từ ngày 29/12/2021.
Hoạt động cộng đồng – xã hội
Tổ chức chương trình Trao gửi nghĩa tình nhằm giúp đỡ đồng bào dân tộc và các hộ nông dân nghèo tại TP. Pleiku.
Góp sức vào chương trình Ươm mầm tương lai là dự án được Quỹ Học bổng Vừ A Dính.
Đồng hành cùng chuyến đi mùa xuân “Happy Farmers Foundation”, trao tặng áo ấm cho trẻ em vùng cao.
Hỗ trợ các y bác sĩ tuyến đầu vững tâm chống dịch.
Hỗ trợ Trung Tâm Giáo dục Quốc Phòng và An Ninh, ĐHQG Hà Nội, nơi được trưng dụng làm khu cách li dành cho 1600 người dân, để tri ân nhân viên y tế, công an, bảo vệ... và những người dân cần cách ly.
Hoạt động thường niên: trao tặng quà cho các giáo viên; quà Tết Nguyên Đán; tài trợ sản phẩm cà phê tại chương trình “Xuân chiến sĩ” 2021 tại Côn Đảo - kỷ niệm 69 năm ngày mất của cô Sáu. Tặng quà cho trẻ mồ côi nhân dịp 1/6 ngày Quốc Tế Thiếu nhi.
Trao tặng máy thở, cà phê, hỗ trợ tài trợ khẩu trang y tế, đồ bảo hộ, cà phê, nước suối cho các bệnh viện, các hộ gia đình nghèo và đối tượng chính, các cán bộ, công nhân viên tuyến đầu chống dịch, khu cách ly…
Các phát biểu ấn tượng
Tôi dành hết tâm huyết của mình để xây dựng được thương hiệu cà phê Việt đủ sức vươn ra thế giới, có thể cạnh tranh được với các thương hiệu cà phê đa quốc gia.
Muốn vượt bão phải bay ở tầng cao hơn.
Tôi cổ vũ thúc đẩy chị em phụ nữ hãy mạnh mẽ, dũng cảm, bước ra khỏi vòng an toàn của chính mình để tập kinh doanh, tự chủ tài chính. Phụ nữ chỉ thật sự ổn và hạnh phúc khi làm chủ cuộc đời minh.
Tôi có đức tin cũng như tình yêu vào công việc của mình. Mỗi sáng thức dậy, khi thấy mặt trời mọc, chúng ta biết phải tiếp bước và đi lên. Trừ phi mặt trời không còn mọc nữa thì mới hết cơ hội. Còn sống thì còn phải làm những điều tốt đẹp cho mọi người, gia đình mình.